# Jornada de reflexió
S'anomena jornada de reflexió el dia anterior al de les votacions, que assenyala el final de la campanya electoral. Durant aquesta jornada està prohibit demanar el vot per a una determinada opció o fer qualsevol tipus de manifestació que influenciï el sentit del vot. En certes democràcies del món s'utilitza "per a equilibrar la campanya i mantenir un ambient de votació lliure".

## Context
La jornada de reflexió, en alguns països, serveix per donar un període als votants per reflexionar sobre els esdeveniment abans de votar. Durant aquest període no es permet als candidats fer actes actius de campanya. Sovint està prohibit també fer sondejos. Aquest silenci generalment és obligatori per llei, tot i que en alguns països és tan sols un "pacte de cavallers" entre partits.
El Tribunal Suprem dels Estats Units va dictar a Burson v. Freeman (1992) que la campanya només es pot limitar el dia de la votació en una petita àrea al voltant del col·legi electoral. Qualsevol altra limitació més gran no és constitucional. A Bulgària, el Tribunal Constitucional va dictar el 2009 que tant la jornada de reflexió i la prohibició de sondejos abans de la votació representava una violació de la llibertat d'expressió. El Tribunal Constitucional d'Hongria va dir el 2007 que prohibir sondejos no era constitucional, però mantenia la jornada de reflexió. El 2011, el Tribunal Constitucional d'Eslovènia va considerar que prohibir sondejos no era constitucional. Antigament, al Canadà es prohibia la distribució de resultats electorals en regions del país encara no s'havia acabat el període de votació, per tal que els resultats de les províncies orientals i atlàntiques no influïssin en els resultats de l'oest. Aquesta prohibició va ser aixecada el 2012.

## Ús
Existeixen jornades de reflexió en els següents països, entre d'altres. La seva duració, abans de les eleccions, es troba entre parèntesis:
- Armènia (24 hores)[7]
- Argentina (48 hores)
- Austràlia (des de la mitjanit del dimecres abans de la votació (dissabte) fins que tanquen els col·legis electorals)[8]
- Azerbaidjan (24 hores abans de la votació)
- Barbados (dia de la votació i l'anterior)[9]
- Bòsnia i Hercegovina (24 hores)
- Bulgària (dia de la votació i l'anterior)[10]
- Canadà (dia de la votació)
- Croàcia (dia anterior, fins que tanquin els col·legis electorals)[11]
- República Txeca (3 dies)
- Egipte (48 hores)
- França (dissabte i diumenge, tampoc es poden fer sondejos)
- Fiji
- Hongria (des del dia anterior)[12]
- Índia (de 48 a 24 hores abans de votar i el dia de la votació)
- Indonèsia (3 dies abans de la votació)[13]
- Irlanda (des de les 14:00 del dia anterior)[14]
- Itàlia (des de les 00:00 del dia anterior), tampoc es poden fer sondejos 15 dies abans de les eleccions, no es pot dir els noms dels candidats en televisió el mes abans de les eleccions (excepte en telenotícies i anuncis electorals regulats)
- Macedònia del Nord (des de les 00:00 del dia anterior)
- Malàisia (dia de les eleccions)
- Malta (des de les 00:00 del dia anterior fins que tanquen els col·legis electoral)
- Montenegro (48 hores)[15]
- Moçambic (48 hores per la campanya; no es permeten sondejos durant tot el període de campanya)[16]
- Nepal (48 hores)
- Nova Zelanda (entre les 00:00 i les 19:00 del dia de les eleccions).[17]
- Pakistan (24 hores)
- Paraguai (48 hores)[18]
- Filipines (des de les 00:00 del dia anterior. Si les eleccions venen després de Setmana Santa, la jornada de reflexió comença a les 00:00 del Dijous Sant.)
- Polònia (des de les 00:00 del dia anterior)[19] since 1991
- Rússia (24 hores)[20]
- Singapur (24 hores) called "cooling-off day" first implemented on 2011[21]
- Sèrbia (from 00:00 two days before election day)[22]
- Eslovènia (des de les 00:00 del dia anterior)
- Espanya (des de les 00:00 del dia anterior), sempre en un dissabte. Es prohibeixen els sondejos cinc dies abans del dia de les eleccions, tot i que hi ha certs trucs legals, com publicar a l'estranger.[23]
- Sri Lanka
- Ucraïna (des de les 00:00 del dia anterior)[24]
- Uruguai (des de les 00:00 de dos dies abans)
- Regne Unit (entre les 00:30 i les 22:00 del dia de la votació)[25]
- Veneçuela (dia de les eleccions)[26]